# بطولة العالم لكرة الهدف
بطولة العالم لكرة الهدف (IBSA) هي بطولة دولية في رياضة كرة الهدف تُقام كل أربع سنوات منذ عام 1978، بين بطولات كرة الهدف في الألعاب البارالمبية. يتم تنظيمها من قبل اللجنة الفرعية لكرة الهدف التابعة للاتحاد الدولي لرياضات المكفوفين (IBSA).
أنشئت بطولة عالمية للشباب في عام 2005. لم يعترف بها رسميًا في القوانين حتى نسخة 2014-2017، ولا يوجد لها عملية اختيار محددة على عكس بطولات العالم أو بطولات الألعاب البارالمبية. تُلعب المباريات باستخدام الكرة القياسية بوزن 1.25 كيلوغرام (2.8 رطل).

## الاستضافات

### 1978 فوكلاماركت
أُقيمت بطولة العالم الافتتاحية في فوكلاماركت، النمسا. وكانت تصنيفات الفرق النهائية للرجال كالتالي: ألمانيا، النمسا، الدنمارك، إيطاليا، بلجيكا، إسرائيل، كندا، الولايات المتحدة الأمريكية، جنوب أفريقيا، بريطانيا العظمى.

### 1982 إنديانابوليس
أُقيمت بطولة العالم لكرة الهدف لعام 1982 في جامعة باتلر، إنديانابوليس، إنديانا، الولايات المتحدة الأمريكية. وكانت تصنيفات الفرق النهائية كالتالي:
الرجال: الولايات المتحدة الأمريكية، هولندا، مصر، كندا، النمسا، بريطانيا العظمى، ألمانيا، الدنمارك، يوغوسلافيا، إسرائيل، فرنسا، المكسيك.
السيدات: الولايات المتحدة الأمريكية، الدنمارك، كندا، هولندا، النمسا، المكسيك.

### 1986 رويرموند
أُقيمت بطولة العالم لكرة الهدف لعام 1986 في رويرموند، هولندا. وكانت تصنيفات الفرق النهائية كالتالي:
الرجال: يوغوسلافيا، إسرائيل، مصر، الولايات المتحدة الأمريكية، إيطاليا، المجر، النمسا، فنلندا، بلغاريا، بلجيكا، كندا، بولندا، هولندا، ألمانيا، الدنمارك، بريطانيا العظمى، أستراليا، فرنسا.
السيدات: الولايات المتحدة الأمريكية، الدنمارك، هولندا، فنلندا، ألمانيا، كندا، بريطانيا العظمى، أستراليا، بلجيكا، مصر.

### 1990 كالغاري
أُقيمت بطولة العالم لكرة الهدف لعام 1990 في كالغاري، ألبرتا، كندا. وكانت تصنيفات الفرق النهائية كالتالي:
الرجال: ألمانيا، إيطاليا، يوغوسلافيا، إسرائيل، الولايات المتحدة الأمريكية، كندا، فنلندا، هولندا، الاتحاد السوفيتي، بريطانيا العظمى، المجر، أستراليا.
السيدات: الدنمارك، الولايات المتحدة الأمريكية، فنلندا، ألمانيا، هولندا، كندا، كوريا الجنوبية.

### 1994 كولورادو سبرينغز
أُقيمت بطولة العالم لكرة الهدف لعام 1994 في كولورادو سبرينغز، كولورادو، الولايات المتحدة الأمريكية. وكانت تصنيفات الفرق النهائية كالتالي:
الرجال: فنلندا، إيطاليا، سلوفينيا، إسبانيا، كندا، جمهورية التشيك، هولندا، الولايات المتحدة الأمريكية، إسرائيل، بريطانيا العظمى، ألمانيا، أستراليا، المكسيك.
السيدات: فنلندا، ألمانيا، السويد، الدنمارك، كندا، هولندا، إسبانيا، الولايات المتحدة الأمريكية، المكسيك.

### 1998 مدريد
أُقيمت بطولة العالم لكرة الهدف لعام 1998 في مدريد، إسبانيا. وكانت تصنيفات الفرق النهائية كالتالي:
الرجال: سلوفينيا، إسبانيا، ليتوانيا، الدنمارك، السويد، كندا، فنلندا، الولايات المتحدة الأمريكية، أستراليا، جنوب أفريقيا، إيطاليا، إيران، الكويت، مصر، الجزائر، المكسيك.
السيدات: فنلندا، السويد، الولايات المتحدة الأمريكية، بريطانيا العظمى، إسبانيا، هولندا، الدنمارك، ألمانيا، كندا، أستراليا، الأرجنتين.

### 2002 ريو دي جانيرو
أُقيمت بطولة العالم لكرة الهدف لعام 2002 في ريو دي جانيرو، البرازيل. تم تطبيق قاعدة جديدة لعقوبة الكرة الطويلة (يجب أن ترتد الكرة مرة واحدة في كل من المناطق المحايدة)، ولكن سرعان ما تم إلغاؤها وعادت العقوبة إلى القاعدة السابقة (يجب أن ترتد الكرة مرة واحدة على الأقل في واحدة أو كلا المنطقتين المحايدتين). كانت هناك أربع عشرة فريقًا للرجال وعشرة فرق للسيدات. وكانت المجموعات كالتالي:
الرجال:
المجموعة أ: الجزائر، أستراليا، كندا، الدنمارك، سلوفينيا، كوريا الجنوبية، إسبانيا.
المجموعة ب: البرازيل، ألمانيا، المجر، اليابان، ليتوانيا، السويد، الولايات المتحدة الأمريكية.
السيدات:
المجموعة أ: كندا، الدنمارك، هولندا، كوريا الجنوبية، الولايات المتحدة الأمريكية.
المجموعة ب: البرازيل، ألمانيا، اليابان، إسبانيا، السويد.
وكانت تصنيفات الفرق النهائية كالتالي:
الرجال: السويد، ليتوانيا، سلوفينيا، الدنمارك، ألمانيا، المجر، إسبانيا، كندا، البرازيل، أستراليا، الولايات المتحدة الأمريكية، الجزائر، كوريا الجنوبية، اليابان.
السيدات: الولايات المتحدة الأمريكية، كندا، هولندا، ألمانيا، السويد، إسبانيا، الدنمارك، البرازيل، اليابان، كوريا الجنوبية.

### 2006 سبارتنبرغ
أُقيمت بطولة العالم لكرة الهدف لعام 2006 في سبارتنبرغ، كارولاينا الجنوبية، الولايات المتحدة الأمريكية. أقيمت المباريات في القاعة 1 في الملعب الرئيسي لكرة السلة بجامعة جامعة كارولاينا الجنوبية أبستيت، بينما كانت القاعة 2 في مدرسة لون أوك الابتدائية القريبة. أقام معظم الرياضيين في مساكن الجامعة.
كانت الفرق المشاركة كالتالي:
الرجال: أستراليا، كندا، الصين، الدنمارك، فنلندا، ألمانيا، إيران، اليابان، ليتوانيا، المكسيك، سلوفينيا، كوريا الجنوبية، إسبانيا، السويد، الولايات المتحدة الأمريكية.
السيدات: أستراليا، كندا، الدنمارك، فنلندا، ألمانيا، اليونان، هولندا، اليابان، جنوب أفريقيا، كوريا الجنوبية، الولايات المتحدة الأمريكية.

### 2010 شيفيلد
أُقيمت بطولة العالم لكرة الهدف لعام 2010 في شيفيلد، إنجلترا، من 20 إلى 25 يونيو 2010. أُقيمت البطولة في كلا القاعتين في معهد الرياضة الإنجليزي. أقام المسؤولون والعديد من الرياضيين في فندق نوفوتيل في مركز مدينة شيفيلد. وتم توفير الرعاية والعديد من المتطوعين من قبل شركة كادبوري وشركات أخرى. استخدمت اللجنة المنظمة حساب تويتر 'worldgoalball'.
كان هناك ستة عشر فريقًا للرجال واثني عشر فريقًا للسيدات. وكانت المجموعات كالتالي:
الرجال
المجموعة أ: الجزائر، بلجيكا (المركز 12)، كندا، الصين، ألمانيا، بريطانيا العظمى، إيران، الولايات المتحدة الأمريكية.
المجموعة ب: أستراليا، البرازيل، الدنمارك، المجر (المركز 11)، ليتوانيا، سلوفينيا، إسبانيا، السويد.
السيدات
المجموعة X: أستراليا، كندا، اليونان (المركز 12)، إسرائيل، السويد، الولايات المتحدة الأمريكية.
المجموعة Y: الصين، الدنمارك، فنلندا، بريطانيا العظمى (المركز 11)، اليابان، روسيا.

### 2014 إسبو
أُقيمت بطولة العالم لكرة الهدف لعام 2014 في إسبو، فنلندا، من 30 يونيو إلى 5 يوليو 2014. تم استخدام كاميرا ويب لبث المباريات أثناء البطولة.
كانت المجموعات كالتالي:
الرجال
المجموعة أ: الجزائر، إسبانيا، إيران، ألمانيا، فنلندا، التشيك، أوكرانيا، الولايات المتحدة الأمريكية.
المجموعة ب: بلجيكا، البرازيل، مصر، اليابان، كندا، الصين، ليتوانيا، تركيا.
السيدات
المجموعة X: اليابان، ألمانيا، فنلندا، تركيا، الولايات المتحدة الأمريكية، روسيا.
المجموعة Y: البرازيل، إيران، إسرائيل، الصين، السويد، أوكرانيا.

### 2018 مالمو

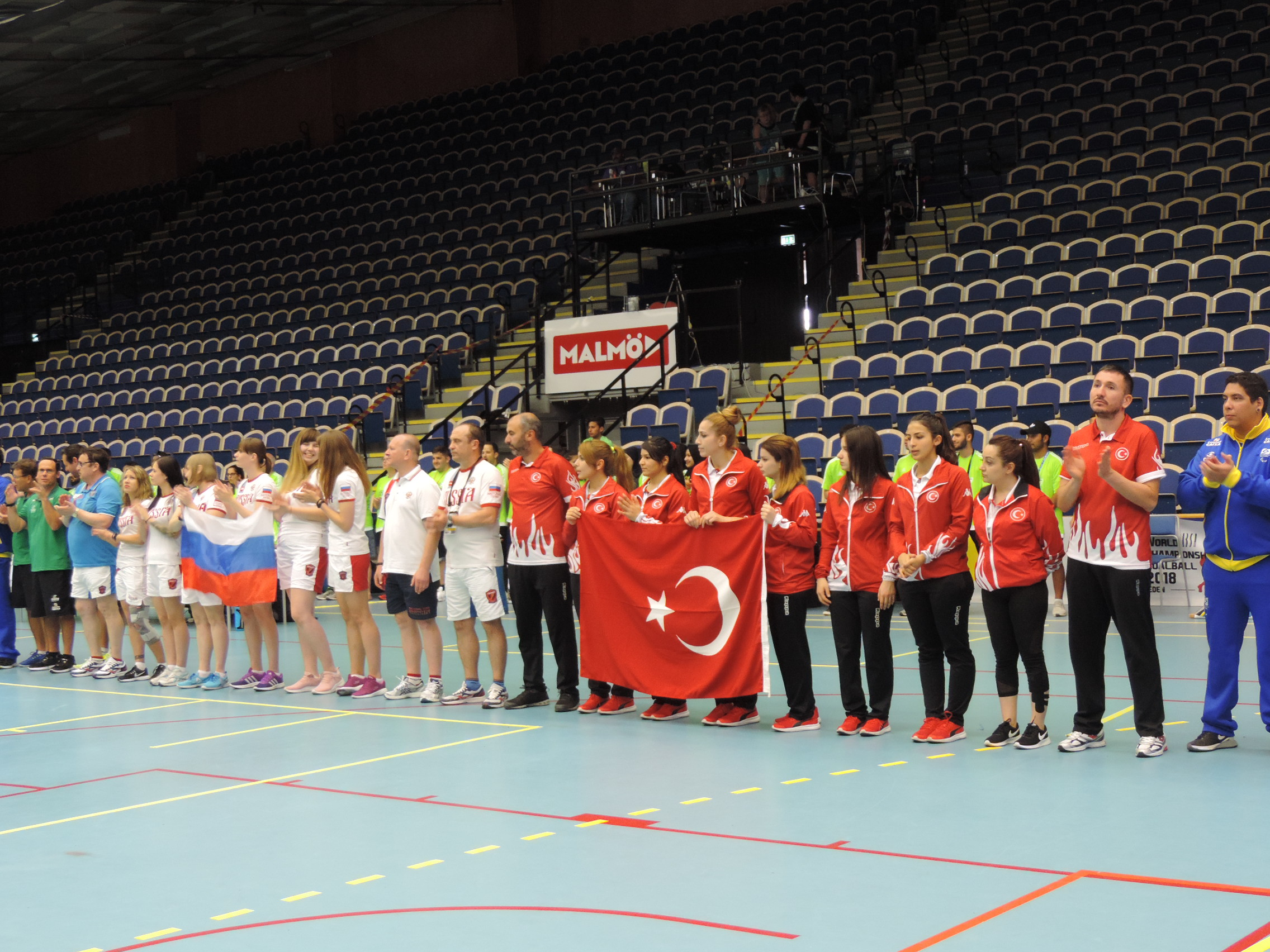
المتأهلون للنهائي في فئة السيدات في بطولة العالم لكرة الهدف 2018 في مالمو، السويد. يظهر فريق روسيا الفائز بالميدالية الذهبية (في الوسط)، وفريق تركيا الفائز بالميدالية الفضية (على اليمين)، وفريق البرازيل الحاصل على الميدالية البرونزية (على اليسار).

أُقيمت بطولة العالم لكرة الهدف لعام 2018 في مالمو، السويد، من الأحد 3 يونيو إلى الجمعة 8 يونيو 2018، بمشاركة 16 فريقًا للرجال و12 فريقًا للسيدات. قررت اللجنة الفرعية الدولية أن تطبق قواعد البطولة العالمية للفترة 2014-2017 على بطولة 2018. تنص قواعد الفترة 2018-2021 على أن يكون هناك 16 فريقًا للرجال و16 فريقًا للسيدات، وقد يكون هذا هو النظام المتبع لبطولة 2022.
أُقيمت المباريات في مركز الرياضة والترفيه "بالتيشكا هالن"، بينما كانت القاعة الثانية في "بالتيشكا ترينينغس هالن". كانت ساحة الإحماء عبر الطريق من القاعات الرئيسية. كانت المجموعات كالتالي:
الرجال:
المجموعة أ: الجزائر، الأرجنتين، أستراليا، بلجيكا، الصين، ليتوانيا، السويد، تركيا.
المجموعة ب: البرازيل، كندا، التشيك، مصر، ألمانيا، إيران، اليابان، الولايات المتحدة الأمريكية.
السيدات:
المجموعة X: أستراليا، إسرائيل، اليابان، روسيا، السويد، تركيا.
المجموعة Y: الجزائر، البرازيل، كندا، الصين، اليونان، الولايات المتحدة الأمريكية.
كانت الترتيبات النهائية (بدءًا من المركز الأول) كالتالي:
الرجال:
البرازيل، ألمانيا، بلجيكا، ليتوانيا، الولايات المتحدة، إيران، الصين، السويد، اليابان، تركيا، الجزائر، كندا، الأرجنتين، التشيك، أستراليا، مصر.
السيدات:
روسيا، تركيا، البرازيل، كندا، اليابان، الولايات المتحدة، الجزائر، أستراليا، اليونان، الصين، إسرائيل، السويد.

### 2022 ماتوسينهوس
كان من المقرر إقامة بطولة العالم لكرة الهدف لعام 2022 في هانغتشو، الصين، اعتبارًا من الاثنين 5 يونيو 2022، على الرغم من أنها كانت محددة في الأصل من الأحد 3 يوليو إلى الجمعة 15 يوليو 2022. تم تأجيل بعض البطولات الإقليمية التمهيدية بسبب استمرار جائحة كوفيد-19: تم نقل بطولة أمريكا من 6 إلى 13 نوفمبر 2021 إلى 18 إلى 22 فبراير 2022، وتم تأجيل بطولة آسيا من نوفمبر 2021 لتبدأ في 21 مارس 2022.
بحلول يونيو 2022، تم نقل بطولة آسيا الإقليمية من كوريا الجنوبية إلى مدينة خليفة الرياضية في البحرين لإقامتها في يوليو 2022، وتم نقل بطولة العالم إلى مركز الرياضة والمؤتمرات في ماتوسينهوس، البرتغال، لتُعقد في الفترة من 7 إلى 16 ديسمبر 2022.
كانت الترتيبات النهائية (بدءًا من المركز الأول) كالتالي:
الرجال:
البرازيل، الصين، أوكرانيا، ليتوانيا، تركيا، اليابان، ألمانيا، إيران، الولايات المتحدة، بلجيكا، الأرجنتين، البرتغال، كندا، الجزائر، مصر، كولومبيا.
السيدات:
تركيا، كوريا الجنوبية، كندا، إسرائيل، اليابان، الولايات المتحدة، بريطانيا العظمى، الدنمارك، البرازيل، الجزائر، أستراليا، فرنسا، الأرجنتين، مصر، المكسيك، البرتغال.

## نتائج بطولة العالم

### الرجال
| الذهبية | النتيجة            | الفضية           | البرونزية | النتيجة  | المركز الرابع    |     |                  |
| 1978    | (Voecklamarkt)     | ألمانيا          |           | النمسا   | الدنمارك         |     | إيطاليا          |
| 1982    | (إنديانابوليس)     | الولايات المتحدة |           | هولندا   | مصر              |     | كندا             |
| 1986    | (رورموند)          | يوغوسلافيا       |           | إسرائيل  | مصر              |     | الولايات المتحدة |
| 1990    | (كالغاري)          | ألمانيا          |           | إيطاليا  | يوغوسلافيا       |     | إسرائيل          |
| 1994    | (كولورادو سبرينغز) | فنلندا           |           | إيطاليا  | سلوفينيا         |     | إسبانيا          |
| 1998    | (مدريد)            | سلوفينيا         |           | إسبانيا  | ليتوانيا         |     | الدنمارك         |
| 2002    | (ريو دي جانيرو)    | السويد           |           | ليتوانيا | سلوفينيا         |     | الدنمارك         |
| 2006    | (سبارتانبرغ)       | ليتوانيا         |           | السويد   | الولايات المتحدة |     | سلوفينيا         |
| 2010    | (شفيلد)            | ليتوانيا         |           | الصين    | إيران            |     | الولايات المتحدة |
| 2014    | (إسبو)             | البرازيل         | 9–1       | فنلندا   | الولايات المتحدة | 4–2 | ليتوانيا         |
| 2018    | (مالمو)            | البرازيل         | 8–3       | ألمانيا  | بلجيكا           | 9–2 | ليتوانيا         |
| 2022    | (متزنيش)           | البرازيل         | 6–5       | الصين    | أوكرانيا         | 6–2 | ليتوانيا         |

عدد الميداليات للرجال
  *   البلد المضيف (مضيف)
| المرتبة | فريق                   | ذهبية | فضية | برونزية | المجموع |
| ------- | ---------------------- | ----- | ---- | ------- | ------- |
| 1       | البرازيل (BRA)         | 3     | 0    | 0       | 3       |
| 2       | ليتوانيا (LTU)         | 2     | 1    | 1       | 4       |
| 3       | ألمانيا (GER)          | 2     | 1    | 0       | 3       |
| 4       | السويد (SWE)           | 1     | 1    | 0       | 2       |
| 4       | فنلندا (FIN)           | 1     | 1    | 0       | 2       |
| 6       | الولايات المتحدة (USA) | 1     | 0    | 2       | 3       |
| 6       | سلوفينيا (SLO)         | 1     | 0    | 2       | 3       |
| 8       | يوغوسلافيا (YUG)       | 1     | 0    | 1       | 2       |
| 9       | الصين (CHN)            | 0     | 2    | 0       | 2       |
| 9       | إيطاليا (ITA)          | 0     | 2    | 0       | 2       |
| 11      | هولندا (NED)           | 0     | 1    | 0       | 1       |
| 11      | إسبانيا (ESP)          | 0     | 1    | 0       | 1       |
| 11      | النمسا (AUT)           | 0     | 1    | 0       | 1       |
| 11      | إسرائيل (ISR)          | 0     | 1    | 0       | 1       |
| 15      | مصر (EGY)              | 0     | 0    | 2       | 2       |
| 16      | بلجيكا (BEL)           | 0     | 0    | 1       | 1       |
| 16      | أوكرانيا (UKR)         | 0     | 0    | 1       | 1       |
| 16      | الدنمارك (DEN)         | 0     | 0    | 1       | 1       |
| 16      | إيران (IRI)            | 0     | 0    | 1       | 1       |
| المجموع | المجموع                | 12    | 12   | 12      | 36      |

### السيدات
| ذهبية | النتيجة            | فضية             | برونزية | النتيجة          | المرتبة الرابعة  |     |                 |
| 1982  | (إنديانابوليس)     | الولايات المتحدة |         | الدنمارك         | كندا             |     | هولندا          |
| 1986  | (رورموند)          | الولايات المتحدة |         | الدنمارك         | هولندا           |     | فنلندا          |
| 1990  | (كالغاري)          | الدنمارك         |         | الولايات المتحدة | فنلندا           |     | ألمانيا         |
| 1994  | (كولورادو سبرينغز) | فنلندا           |         | ألمانيا          | السويد           |     | الدنمارك        |
| 1998  | (مدريد)            | فنلندا           |         | السويد           | الولايات المتحدة |     | بريطانيا العظمى |
| 2002  | (ريو دي جانيرو)    | الولايات المتحدة |         | كندا             | هولندا           |     | ألمانيا         |
| 2006  | (سبارتانبرغ)       | كندا             |         | الصين            | الولايات المتحدة |     | الدنمارك        |
| 2010  | (شفيلد)            | الصين            |         | الولايات المتحدة | السويد           |     | كندا            |
| 2014  | (إسبو)             | الولايات المتحدة | 3–0     | روسيا            | تركيا            | 3–0 | اليابان         |
| 2018  | (مالمو)            | روسيا            | 4–3     | تركيا            | البرازيل         | 7–2 | كندا            |
| 2022  | (متزنيش)           | تركيا            | 10–4    | كوريا الجنوبية   | إسرائيل          | 4–2 | كندا            |

عدد الميداليات للرجال
  *   البلد المضيف (مضيف)
| المرتبة | فريق                   | ذهبية | فضية | برونزية | المجموع |
| ------- | ---------------------- | ----- | ---- | ------- | ------- |
| 1       | الولايات المتحدة (USA) | 4     | 2    | 2       | 8       |
| 2       | فنلندا (FIN)           | 2     | 0    | 1       | 3       |
| 3       | الدنمارك (DEN)         | 1     | 2    | 0       | 3       |
| 4       | كندا (CAN)             | 1     | 1    | 1       | 3       |
| 4       | تركيا (TUR)            | 1     | 1    | 1       | 3       |
| 6       | روسيا (RUS)            | 1     | 1    | 0       | 2       |
| 6       | الصين (CHN)            | 1     | 1    | 0       | 2       |
| 8       | السويد (SWE)           | 0     | 1    | 2       | 3       |
| 9       | كوريا الجنوبية (KOR)   | 0     | 1    | 0       | 1       |
| 9       | ألمانيا (GER)          | 0     | 1    | 0       | 1       |
| 11      | هولندا (NED)           | 0     | 0    | 2       | 2       |
| 12      | إسرائيل (ISR)          | 0     | 0    | 1       | 1       |
| 12      | البرازيل (BRA)         | 0     | 0    | 1       | 1       |
| المجموع | المجموع                | 11    | 11   | 11      | 33      |

## نتائج البطولة الشبابية

### 2005 كولورادو
أُقيمت بطولة العالم للشباب في 2005 في كولورادو سبرينغز، كولورادو، الولايات المتحدة الأمريكية. كانت هناك فرق من الأولاد (بما في ذلك كندا، ألمانيا، روسيا، السويد، تركيا، الولايات المتحدة الأمريكية)، وثلاث فرق وطنية من الفتيات (بريطانيا العظمى، جنوب أفريقيا، الولايات المتحدة الأمريكية).
- الترتيب النهائي للشباب: الولايات المتحدة الأمريكية (الأول).
- الترتيب النهائي للفتيات: الولايات المتحدة الأمريكية (الأول)، بريطانيا العظمى (الثاني)، جنوب أفريقيا (الثالث).

### 2007 كولورادو
في 14 يوليو 2007، أُقيمت ألعاب الشباب والطلاب العالمية 2007 من قبل IBSA. حضر ثمانية دول، ثمانية فرق للشباب (البرازيل، كندا، ألمانيا، المجر، ليتوانيا، روسيا، تايلاند، الولايات المتحدة الأمريكية) وأربعة فرق للفتيات (كندا، ألمانيا، روسيا، الولايات المتحدة الأمريكية).
- الترتيب النهائي للشباب: ألمانيا (الأول)، الولايات المتحدة الأمريكية (الثاني)، المجر (الثالث)، كندا، ليتوانيا، روسيا، البرازيل، تايلاند.
- الترتيب النهائي للفتيات: الولايات المتحدة الأمريكية (الأول)، ألمانيا (الثاني)، روسيا (الثالث)، كندا.

### 2009 كولورادو
من 16 إلى 19 يوليو 2009، أُقيمت بطولة العالم للشباب والطلاب، بالتزامن مع ألعاب البارالمبية الأمريكية 2009 من قبل IBSA، في كولورادو سبرينغز، كولورادو، الولايات المتحدة الأمريكية.
حضر ستة دول، ستة فرق للشباب (بوليفيا، كندا، ألمانيا، الكويت، روسيا، الولايات المتحدة الأمريكية)، وأربعة فرق للفتيات (كندا، ألمانيا، روسيا، الولايات المتحدة الأمريكية).
- الترتيب النهائي للشباب: الولايات المتحدة الأمريكية (الأول)، كندا (الثاني)، ألمانيا (الثالث)، روسيا.
- الترتيب النهائي للفتيات: روسيا (الأول).

### 2011 كولورادو
من 14 يوليو 2011، أُقيمت بطولة العالم للشباب والطلاب من قبل IBSA وألعاب بان أم، والمعروفة أيضاً ببطولة العالم للشباب 2011 من قبل IBSA، في صالة إلي بومار الرياضية في كلية كولورادو، كولورادو سبرينغز، كولورادو، الولايات المتحدة الأمريكية.
كان من المفترض أن يكون الرياضيون في سن الثانية عشرة على الأقل في 13 يوليو 2011 وألا يتجاوزوا التاسعة عشرة في 18 يوليو 2011، ويجب أن يكون لديهم تصنيف بصري من B1، B2، أو B3.
- الترتيب النهائي للشباب: كوريا الجنوبية (الأول)، ألمانيا (الثاني).
- الترتيب النهائي للفتيات: روسيا (الأول).

### 2013 كولورادو
من 13 يوليو 2013، أُقيمت بطولة العالم لكرة الهدف للشباب من قبل IBSA في كولورادو سبرينغز، كولورادو، الولايات المتحدة الأمريكية. حضر عشرة دول، تسعة فرق للشباب (أستراليا، البرازيل، ألمانيا، اليابان، روسيا، كوريا الجنوبية، السويد، تركيا، الولايات المتحدة الأمريكية) وسبعة فرق للفتيات (أستراليا، البرازيل، كندا، ألمانيا، كوريا الجنوبية، الولايات المتحدة الأمريكية).
- الترتيب النهائي للشباب: اليابان (الأول)، الولايات المتحدة الأمريكية (الثاني)، البرازيل (الثالث)، كندا (الرابع).
- الترتيب النهائي للفتيات: روسيا (الأول)، البرازيل (الثاني)، الولايات المتحدة الأمريكية (الثالث)، أستراليا (الرابع).

### 2015 كولورادو
من 26 يوليو 2015 إلى 1 أغسطس 2015، أُقيمت بطولة العالم للشباب من قبل IBSA في كولورادو سبرينغز، كولورادو، الولايات المتحدة الأمريكية. حضر سبع دول، ستة فرق للشباب (كندا، ألمانيا، المجر، كوريا الجنوبية، السويد، الولايات المتحدة الأمريكية) وخمسة فرق للفتيات (كندا، الصين، ألمانيا، كوريا الجنوبية، الولايات المتحدة الأمريكية).
- الترتيب النهائي للشباب: ألمانيا (الأول)، السويد (الثاني)، الولايات المتحدة الأمريكية (الثالث)، المجر.
- الترتيب النهائي للفتيات: كندا (الأول)، الولايات المتحدة الأمريكية (الثاني)، الصين (الثالث)، ألمانيا.[19]

### 2017 هنغاريا
من 30 يونيو 2017 إلى 9 يوليو 2017، أُقيمت بطولة العالم لكرة الهدف للشباب من قبل IBSA في بودابست، هنغاريا. نظمت البطولة اللجنة البارالمبية الهنغارية بالتعاون مع الاتحاد الهنغاري لكرة اليد، وكان من المقرر أن يكون عمر الرياضيين أقل من 19 عامًا في 31 ديسمبر 2017، مع تصنيف بصري من B1، B2، أو B3. حضر أحد عشر بلدًا، عشرة فرق للشباب (البرازيل، ألمانيا، هنغاريا، إسرائيل، بولندا، روسيا، كوريا الجنوبية، إسبانيا، السويد، الولايات المتحدة الأمريكية)، وتسعة فرق للفتيات (أستراليا، البرازيل، ألمانيا، هنغاريا، إسرائيل، روسيا، كوريا الجنوبية، إسبانيا، الولايات المتحدة الأمريكية).
- الترتيب النهائي للشباب: الولايات المتحدة الأمريكية (الأول)، البرازيل (الثاني)، روسيا (الثالث)، هنغاريا، بولندا، إسرائيل، السويد، كوريا الجنوبية، ألمانيا، إسبانيا.
- الترتيب النهائي للفتيات: أستراليا (الأول)، روسيا (الثاني)، البرازيل (الثالث)، ألمانيا، الولايات المتحدة الأمريكية، إسرائيل، كوريا الجنوبية، هنغاريا، إسبانيا.[22]

### 2019 أستراليا
من يوم الاثنين 5 أغسطس 2019 إلى يوم الجمعة 9 أغسطس 2019 كأيام للمنافسة، أُقيمت البطولة الثامنة لكرة الهدف للشباب من قبل IBSA في بنبريث، سيدني، أستراليا. نظمت البطولة جمعية كرة الهدف في نيو ساوث ويلز بالتعاون مع كرة الهدف أستراليا والرياضات العمياء في أستراليا، وكان من المتوقع حضور ثمانية دول، ستة فرق للشباب (أستراليا، البرازيل، كوريا الجنوبية، بولندا، السويد، تايلاند)، وستة فرق للفتيات (أستراليا، البرازيل، ألمانيا، بريطانيا العظمى، كوريا الجنوبية، تايلاند).
- الترتيب النهائي للشباب: تايلاند (الأول)، البرازيل (الثاني)، السويد (الثالث)، بولندا، كوريا الجنوبية، أستراليا.
- الترتيب النهائي للفتيات: البرازيل (الأول)، أستراليا (الثاني)، بريطانيا العظمى (الثالث)، كوريا الجنوبية، ألمانيا، تايلاند.[25]

### 2023 ساو باولو
كانت بطولة العالم لكرة الهدف للشباب من قبل IBSA 2021 مقررة أن تُقام في ساو باولو، البرازيل، من الثلاثاء 27 إلى السبت 31 يوليو 2021. بسبب ازدحام جدول المنافسات في 2021 مع الأحداث المعاد جدولتها بسبب جائحة COVID-19، تم الإعلان عن تأجيل البطولة إلى الفترة من الثلاثاء 15 إلى الأحد 20 مارس 2022. بسبب استمرار الجائحة العالمية، تم تأجيل الموعد مرة أخرى إلى 9 إلى 6 يوليو 2023.